# Niaccaba sumptualis
Niaccaba sumptualis là một loài bướm đêm trong họ Noctuidae.